# The Hateful Eight
The Hateful Eight (titulada Los odiosos ocho en España y Los 8 más odiados en Hispanoamérica) es una película estadounidense escrita y dirigida por Quentin Tarantino, estrenada en Estados Unidos en 2015. Se trata de un western que mezcla elementos de cine de misterio y comedia negra.
Tarantino anunció la realización de la película en noviembre de 2013. Sin embargo, tras filtrarse el guion en enero de 2014, decidió cancelar la producción de la misma y publicar el guion como una novela. Después de una lectura del guion en abril de ese mismo año, Tarantino comentó que había cambiado de opinión y que la película se haría finalmente.
El rodaje comenzó el 8 de diciembre de 2014 y la película se estrenó en los Estados Unidos el 25 de diciembre de 2015. Fue la última película de Tarantino en contar con la participación de The Weinstein Company, ya que terminó su relación laboral con la compañía luego de las acusaciones de abuso sexual contra Harvey Weinstein en octubre de 2017.

## Argumento
Centrada pocos años después de la guerra de Secesión, la película comienza con una diligencia atravesando las ventosas llanuras de Wyoming en un invierno durante una tormenta de nieve. Los pasajeros, el cazarrecompensas John Ruth (Kurt Russell) y su fugitiva Daisy Domergue (Jennifer Jason Leigh), viajan camino al pueblo de Red Rock como los únicos pasajeros de la diligencia, donde John Ruth, conocido en esas tierras como The Hangman (la Horca), llevará a Domergue a la justicia para ser ahorcada y cobrar la recompensa.
En el camino se encuentran con dos extraños: el mayor Marquis Warren (Samuel L. Jackson), un exsoldado negro de la Unión transformado en cazarrecompensas que tiene a tres fugitivos muertos acostados en la nieve; y luego, en medio de un bosque, con Chris Mannix (Walton Goggins), un renegado del sur que se hace llamar el nuevo sheriff del pueblo y dice que necesita viajar a Red Rock para poder recibir el nombramiento de sheriff. Ambos suben a la diligencia.
Amenazados por una ventisca que avanza con fuerza detrás de ellos, John Ruth, Marquis Warren, Chris Mannix y la cautiva Daisy Domergue, buscan refugio en La mercería de Minnie, una vieja casa de campo en medio del camino a Red Rock por la que todas las diligencias deben pasar, y que le mantendría a salvo de la tormenta y resguardaría a los caballos en el establo. Una vez pasada la tormenta, seguirían camino a Red Rock y John Ruth cobraría la recompensa por la captura de Daisy Domergue y Warren por los suyos.
Al llegar se encuentran con Bob (Demian Bichir), un mexicano que dice estar encargado del negocio temporalmente mientras Minnie cuida a su madre; Oswaldo Mobray (Tim Roth), un verdugo que también viaja a Red Rock; el vaquero Joe Gage (Michael Madsen), y el general confederado Sandford Smithers (Bruce Dern). Conforme la tormenta toma la montaña y rodea el refugio, los ocho viajeros descubrirán que es posible que no lleguen a Red Rock después de todo.
Mientras guardan los caballos en el establo, Marquis Warren comienza a sospechar que algo extraño pasa en el refugio y decide investigar por su cuenta el misterio. John Ruth también sospecha y decide conversar con los otros habitantes del refugio para conocer más sobre sus vidas. Desarma al vaquero Joe Gage con la ayuda de Marquis Warren, que pone un cuchillo en su cuello y les advierte que no traten de hacer nada en su contra porque su grupo tiene más armas que ellos.
Cuando el grupo come, Chris Mannix supone que la carta de Abraham Lincoln que tiene Marquis Warren es una falsificación. Warren admite esto, diciendo que la carta le da margen de maniobra frente a los blancos, indignando al cazarrecompensas John Ruth. Poco después, Marquis Warren deja un arma al lado del confederado Sandford Smithers y lo incita a alcanzarla al decirle que torturó a su hijo obligándolo a caminar desnudo en la nieve, para luego matarlo. Cuando Smithers toma el arma, Warren le dispara como venganza por las ejecuciones de soldados negros de Smithers en la Batalla de Baton Rouge.
Al mismo tiempo, alguien envenena el café. Ruth y OB lo beben, lo que mata a OB mientras que Ruth envenenado ataca a Domergue, quien luego lo mata con su propia arma. Warren desarma a Domergue, dejándola encadenada a Ruth, y sujeta a los demás a punta de pistola. A él se une Mannix, en quien Warren confía porque casi se bebió el café.
Al descubrir que la silla que suele ocupar Sweet Dave está manchada de sangre y revelar que Minnie odiaba a los mexicanos y que nunca dejaría la mercería al cuidado de uno, Warren deduce que Bob mató a los dueños y lo ejecuta de inmediato. Cuando Warren amenaza con ejecutar a Domergue, Gage admite que envenenó el café. Jody (Channing Tatum), escondido en el sótano de abajo, dispara hacia arriba a través de las tablas del piso, alcanzando a Warren en la ingle. Mobray dispara a Mannix, quien devuelve el fuego, hiriendo a Mobray.
Horas antes, Bob, Mobray, Gage y el hermano de Domergue, Jody, llegan al albergue. Asesinan a Minnie y a otras cinco personas, dejando solo a Smithers. Jody le dice que planean rescatar a Domergue y que lo perdonarán si se queda callado. Se deshacen de los cuerpos y ocultan las pruebas. Cuando llega la diligencia de Ruth, Jody se esconde en el sótano.
En el presente, Mannix y Warren, ambos gravemente heridos, mantienen a Domergue, Gage y Mobray a punta de pistola. Cuando amenazan con matarla, Jody se rinde y es ejecutado por Warren. Ella afirma que los hombres de su hermano están esperando en Red Rock para matar a Mannix; si Mannix mata a Warren y le permite escapar, la pandilla lo perdonará.
Warren dispara a Domergue y Mobray, matando a Mobray. Gage saca un revólver, pero Mannix y Warren lo matan a tiros. Warren intenta disparar a Domergue, pero no tiene balas. Mannix rechaza su oferta, pero se desmaya por la pérdida de sangre. Domergue corta el brazo esposado de Ruth y se libera. Mannix recupera el conocimiento y le dispara. Warren lo convence de que cuelgue a Domergue de las vigas en honor a Ruth. Mientras agonizan, Mannix lee en voz alta la carta de Lincoln de Warren.

## Reparto
Los odiosos ocho

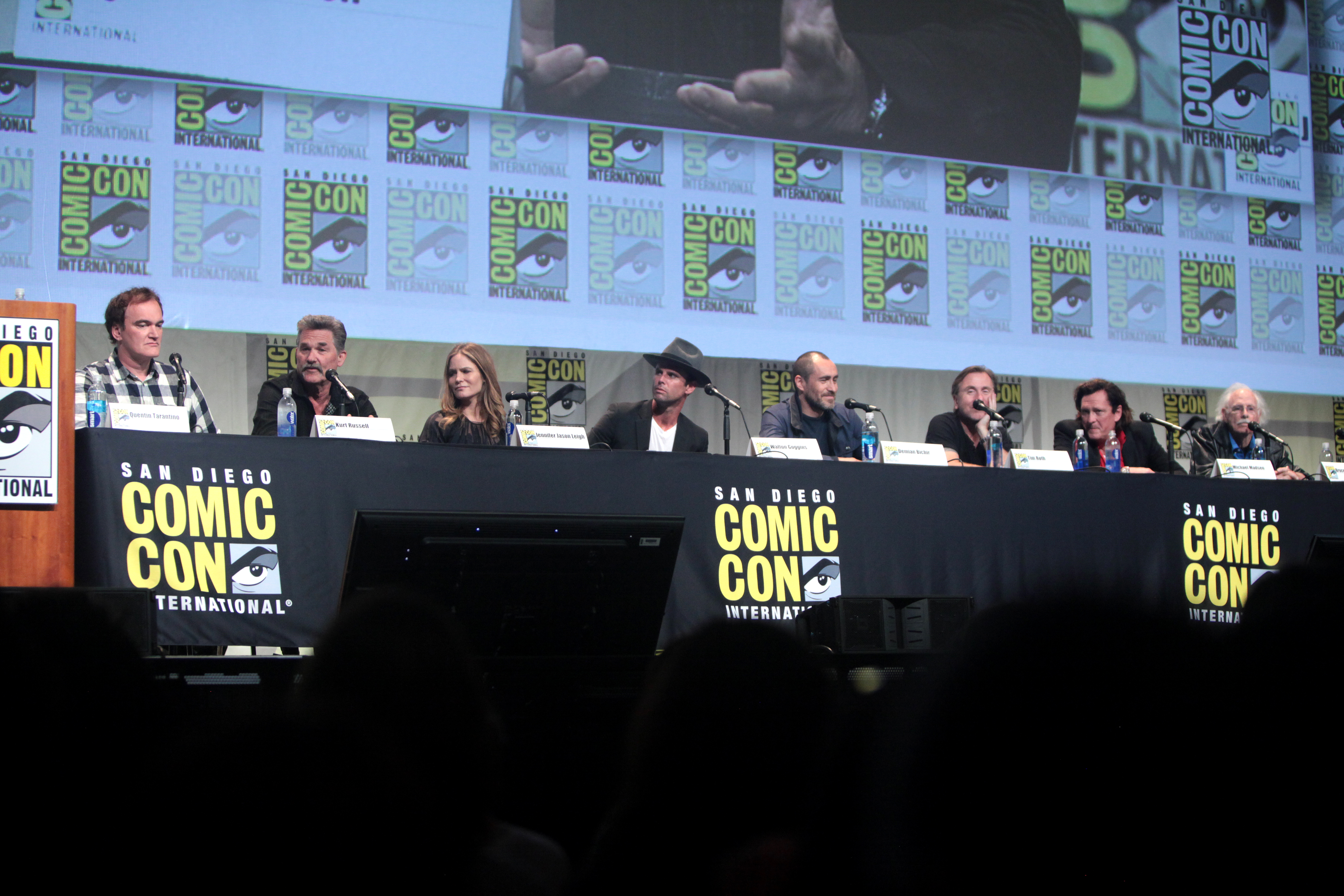
El reparto y director de The Hateful Eight en la Comic-Con de San Diego 2015 para promocionar la película.

- Samuel L. Jackson como el mayor Marquis Warren, el cazarrecompensas.
- Kurt Russell como John Ruth, el Ejecutor.
- Jennifer Jason Leigh como Daisy Domergue, la prisionera.
- Walton Goggins como Chris Mannix, el comisario.
- Demián Bichir como Bob, el mexicano.
- Tim Roth como Oswaldo Mobray, el verdugo.
- Michael Madsen como Joe Gage, el vaquero.
- Bruce Dern como el general Sandford Smithers, el confederado.

Otros
- James Parks como O. B. Jackson.
- Dana Gourrier como Minnie Mink.
- Zoë Bell como Judy.
- Gene Jones como Sweet Dave.
- Lee Horsley como Ed.
- Keith Jefferson como Charly.
- Craig Stark como Chester Charles Smithers.
- Belinda Owino como Gemma.
- Channing Tatum como Jody Domergue.
- Quentin Tarantino como el narrador.

## Banda sonora
| N.º   | Título                                                     | Duración |  |
| 1.    | «L'Ultima Diligenza di Red Rock» (Ennio Morricone)         | 7:30     |  |
| 2.    | «The Hateful Eight Overture» (Ennio Morricone y Lang Lang) | 3:48     |  |
| 3.    | «La Punta Della Morte» (Ennio Morricone)                   | 0:27     |  |
| 4.    | «Raggi di Sole Sulla Montagna» (Ennio Morricone)           | 1:41     |  |
| 5.    | «Little Apple Blossom» (The White Stripes)                 | 2:13     |  |
| 14:59 |                                                            |          |  |

## Premios
| Premio                  | Categoría               | Candidatos           | Resultado |
| ----------------------- | ----------------------- | -------------------- | --------- |
| Premios Óscar           | Mejor actriz de reparto | Jennifer Jason Leigh | Nominada  |
| Premios Óscar           | Mejor fotografía        | Robert Richardson    | Nominada  |
| Premios Óscar           | Mejor banda sonora      | Ennio Morricone      | Ganador   |
| Premios Globos de Oro   |                         |                      |           |
| Mejor actriz de reparto | Jennifer Jason Leigh    | Nominada             |           |
| Mejor banda sonora      | Ennio Morricone         | Ganador              |           |
| Mejor guion             | Quentin Tarantino       | Nominado             |           |
| Premios BAFTA           | Mejor guion original    | Quentin Tarantino    | Nominado  |
| Premios BAFTA           | Mejor actriz de reparto | Jennifer Jason Leigh | Nominada  |
| Premios BAFTA           | Mejor banda sonora      | Ennio Morricone      | Ganador   |